# Interzonenverkehr
Der Begriff Interzonenverkehr bezeichnete zwischen 1945 und 1949 den Verkehr zwischen den vier Besatzungszonen in Deutschland, die 1945 durch die Hauptsiegermächte des Zweiten Weltkrieges errichtet worden waren. Er wurde auch nach Gründung der Bundesrepublik Deutschland und der Deutschen Demokratischen Republik im Jahr 1949 beibehalten, selbst nach Wegfall des Interzonenpasses 1953 sowie für durchgehende Transit-Züge aus dem Bundesgebiet nach West-Berlin. Nach dem Bau der Berliner Mauer 1961 wurden die Züge zwischen Ost und West unterschieden in „Interzonenzüge“ und „Transitzüge“. Letztere verbanden West-Berlin mit der Bundesrepublik und hielten in der DDR nicht.

## Geschichte
Nach der militärischen Besetzung Deutschlands durften Zivilpersonen im Mai 1945 zunächst nur mit einem Passierschein der jeweiligen Besatzungsmacht ihren Wohnort und dessen unmittelbare Umgebung verlassen. Im Juni 1945 wurde der Bus- und Zugverkehr innerhalb der jeweiligen Besatzungszonen auf vielen Strecken wiederaufgenommen. Der öffentliche Zugverkehr zwischen den Besatzungszonen blieb jedoch unterbrochen. Dennoch gab es zahlreiche Reisende, die zu Fuß, mit dem Fahrrad oder per Anhalter die weitestgehend unkontrollierten Grenzen zwischen den Besatzungszonen überquerten.
Am 30. Juni 1946 wurde die Grenze zwischen der sowjetischen Besatzungszone und den westlichen Besatzungszonen (der amerikanischen, der britischen und der französischen Zone) gesperrt. Die Sowjetische Militäradministration in Deutschland (SMAD) hatte zuvor den Alliierten Kontrollrat ersucht, die Demarkationslinie zu den Westzonen zu sperren. Vom Alliierten Kontrollrat wurde ein besonderer Ausweis, der Interzonenpass, eingeführt. Dieser musste von den Bürgern beantragt werden, wenn sie im besetzten Deutschland reisen wollten.
Der Pass war 30 Tage gültig und ermöglichte Reisen über die Zonengrenzen hinweg. Zwischen der britischen und der amerikanischen Besatzungszone wurden alle Reisebeschränkungen am 23. Juli 1946 aufgehoben (Vorbereitung der Bizone). Im August 1948 schloss sich die französische Zone an die Bizone an (Trizone). Am 13. Juli 1948 erließ die Sowjetische Militäradministration in Deutschland (SMAD) eine Verfügung, nach der Reisende zwischen den westlichen Besatzungszonen und der sowjetischen Besatzungszone zusätzlich zum Interzonenpass auch eine Aufenthaltsgenehmigung der sowjetischen Besatzungsbehörden benötigten.
Seit dem 14. November 1953 verzichtete die Bundesrepublik Deutschland nach Absprache mit den Westalliierten auf Grenzkontrollen im Interzonenverkehr. Am 25. November 1953 wurde der Interzonenpass abgeschafft, weil auch die DDR-Regierung auf die Ausstellung von Interzonenpässen verzichtete. DDR-Bewohner mussten nun Personalbescheinigungen im Austausch gegen ihren Personalausweis beantragen, wenn sie die Innerdeutsche Grenze überschreiten wollten. Etwa 4 % der mit Genehmigung in den Westen gereisten DDR-Bürger kamen nicht wieder zurück.
Nach dem Mauerbau in Berlin wurde es noch wesentlich schwieriger, eine Ausreisegenehmigung zu bekommen. Außer für Dienstreisen konnten lediglich Rentner in Familienangelegenheiten eine begrenzte Anzahl an Tagen in den Westen reisen. 1968 wurde im innerdeutschen Reiseverkehr eine Pass- und Visapflicht eingeführt.
Mit dem Transitabkommen und dem Verkehrsvertrag wurden die Visagebühren für Westdeutsche abgeschafft und die Visa-Erteilung für DDR-Bürger erleichtert. Dadurch verdoppelte sich die Zahl der Reisenden zwischen Ost und West in den 1970er Jahren auf bis zu 18 Millionen Menschen jährlich.
Für die Flüchtlingszüge aus Prag setzte die Deutsche Reichsbahn im Herbst 1989 spezielle Sonderzüge ein.
Seit dem 1. Juli 1990 fanden im Personenverkehr über die innerdeutschen Grenzen keine Kontrollen mehr statt.
Im Zuge der Deutschen Wiedervereinigung wurden am 1. Januar 1994 die Deutsche Reichsbahn und die Deutsche Bundesbahn zur Deutschen Bahn AG vereinigt.

## Verkehrswege

### Eisenbahnverkehr
Bereits am 5. August 1945 fuhr der erste Güterzug aus dem Ruhrgebiet nach Berlin. Der durchgehende Personenverkehr wurde jedoch erst im Mai 1946 aufgenommen. Der erste (und bis 1949 einzige) Interzonen-Schnellzug, der ausschließlich für ausländische Reisende reserviert war, verkehrte zwischen Berlin und Osnabrück.
Der Eisenbahnverkehr zwischen Berlin und den Westzonen wurde vom 23. April 1948 bis zum 12. Mai 1949 aufgrund von angeblichen Bauarbeiten auf sowjetische Weisung unterbrochen. Da das einzige Schnellzugpaar im Interzonenverkehr (FD 111/112) zwischen Köln und Berlin ständig überlastet war, wurden ab dem 10. September 1949 fünf zusätzliche Schnellzugpaare über die innerdeutsche Grenze angeboten:
- FD 1/2 zwischen Berlin und Frankfurt am Main
- FD 63/64 zwischen Berlin und Hamburg
- FDt 65/66 als Schnelltriebwagen zwischen Berlin und Hamburg
- FD 109/110 als zweites Zugpaar zwischen Berlin und Köln
- FD 149/150 zwischen Berlin und München

### Straßenverkehr

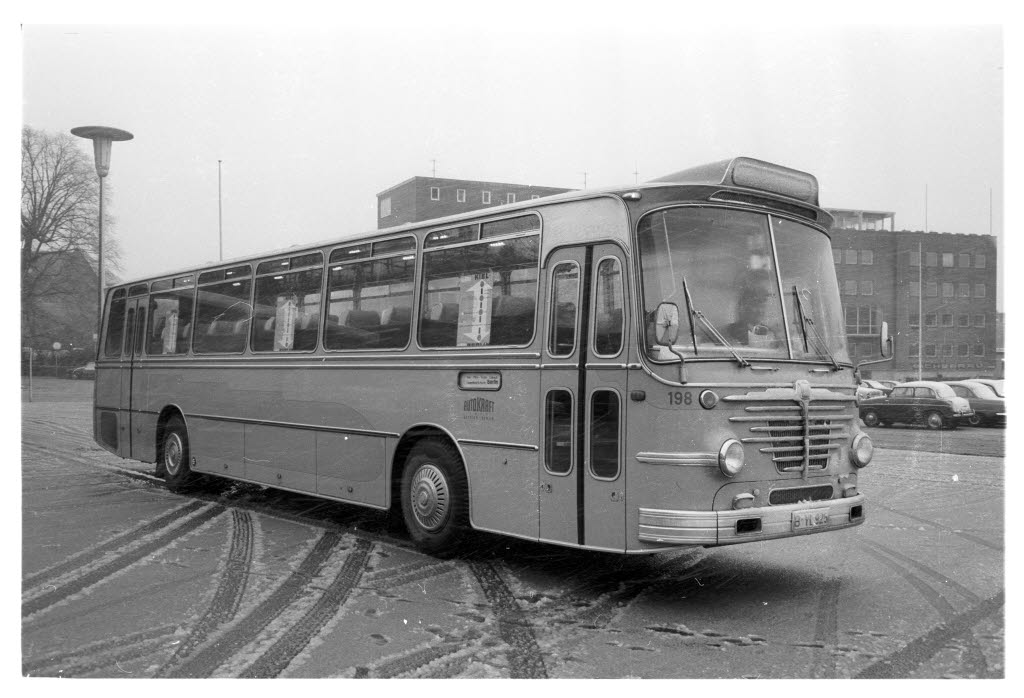
Interzonenbus der Autokraft (1966)

Am 25. August 1947 wurde zwischen Berlin und Hannover eine Interzonenbus-Verbindung durch Haru Reisen eingerichtet. Auch der Omnibusverkehr wurde immer wieder durch politische Krisen unterbrochen. Beispielsweise musste die Erfurter Verkehrsgesellschaft im Jahre 1953 den Interzonenverkehr mit Omnibussen einstellen, der auch zur Beschaffung von Ersatzteilen genutzt wurde.
In West-Berlin schlossen sich die Betreiber der Interzonenbus-Verbindungen 1947 zum Berlin Linien Bus Verbund zusammen. Dabei wurden zunächst 12 Zielorte angefahren und das Netz später deutlich ausgebaut.

### Flugverkehr
Regelmäßigen Flugverkehr zwischen den westlichen und der sowjetischen Besatzungszone gab es nicht.
Die im Jahr 1958 gegründete Interflug (Interflug Gesellschaft für internationalen Flugverkehr mit beschränkter Haftung) bot seit 1973 gelegentlich auch innerdeutsche Flüge an, etwa von Frankfurt am Main zur Leipziger Messe.